# Ore a caso
Ore a caso. L'epopea di una giornata fotografata da Vanni Natola è un romanzo scritto a quattro mani da Matteo Maffucci e Giacomo Beck. Il titolo fa riferimento al nome del protagonista del romanzo.

## Edizioni
- Giacomo Beck, Matteo Maffucci, Ore a caso. L'epopea di una giornata fotografata da Vanni Natola, Utopia edizioni, 1998,  p. 134, ISBN 978-88-900270-0-0.